# 新北市區公車952路線
新北市區公車952路線，由首都客運、桃園客運共同營運。起點為板橋，終點為南崁。是第一條橫跨新北市及桃園市的快速公車路線。

## 歷史
- 2014年12月29日正式行駛。[1]
- 2014年12月29日－2015年1月28日免費試乘。

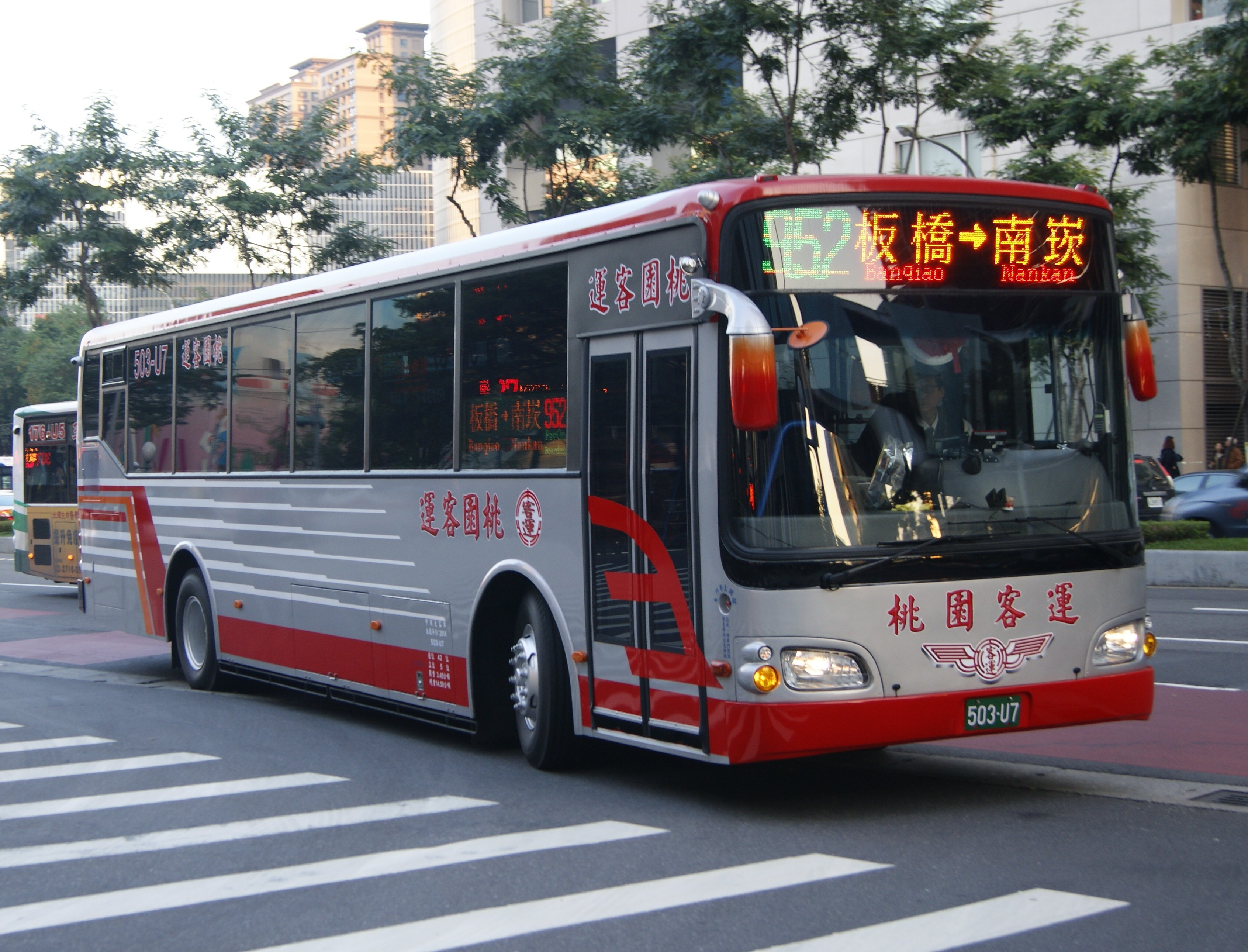
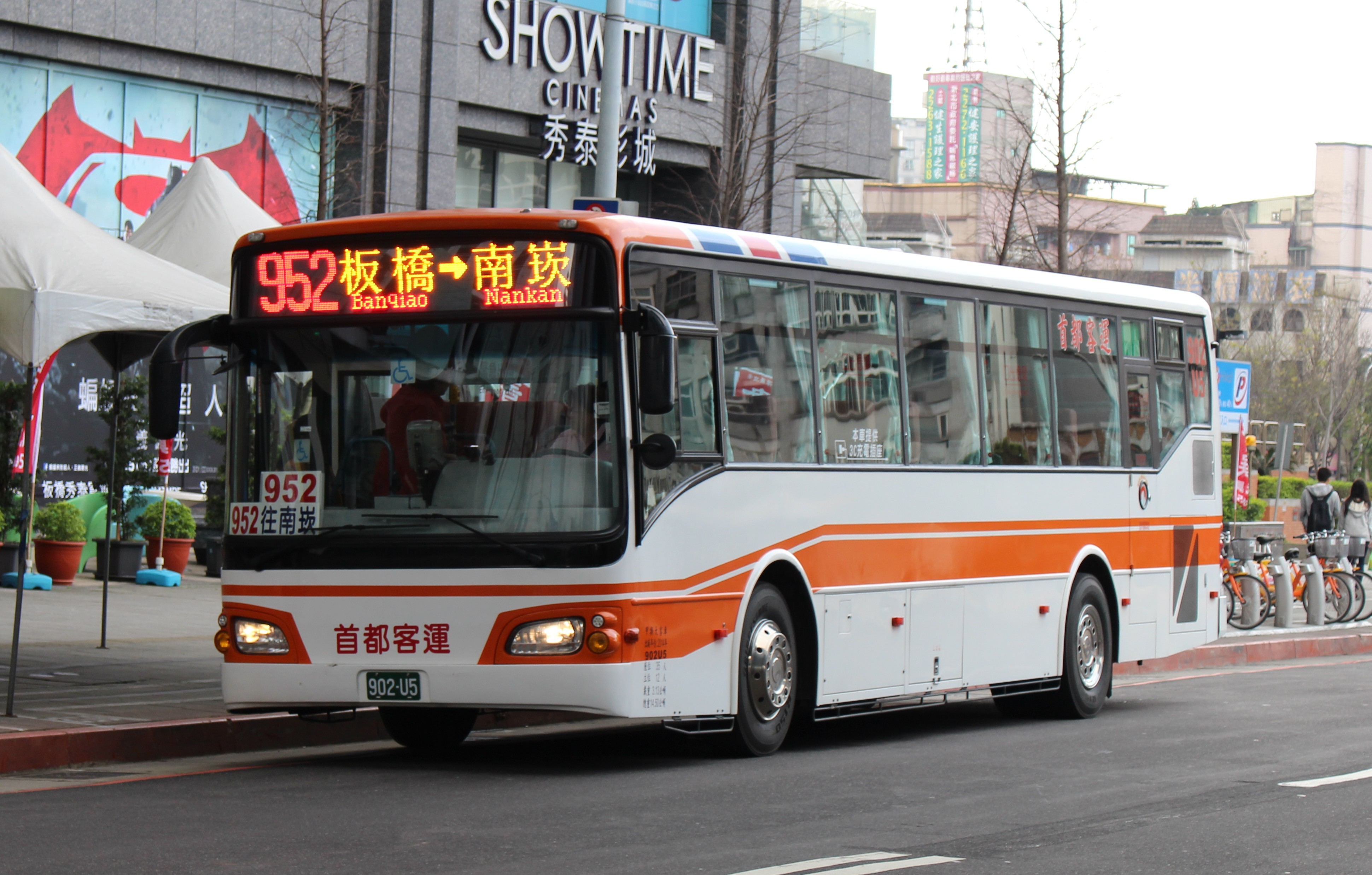
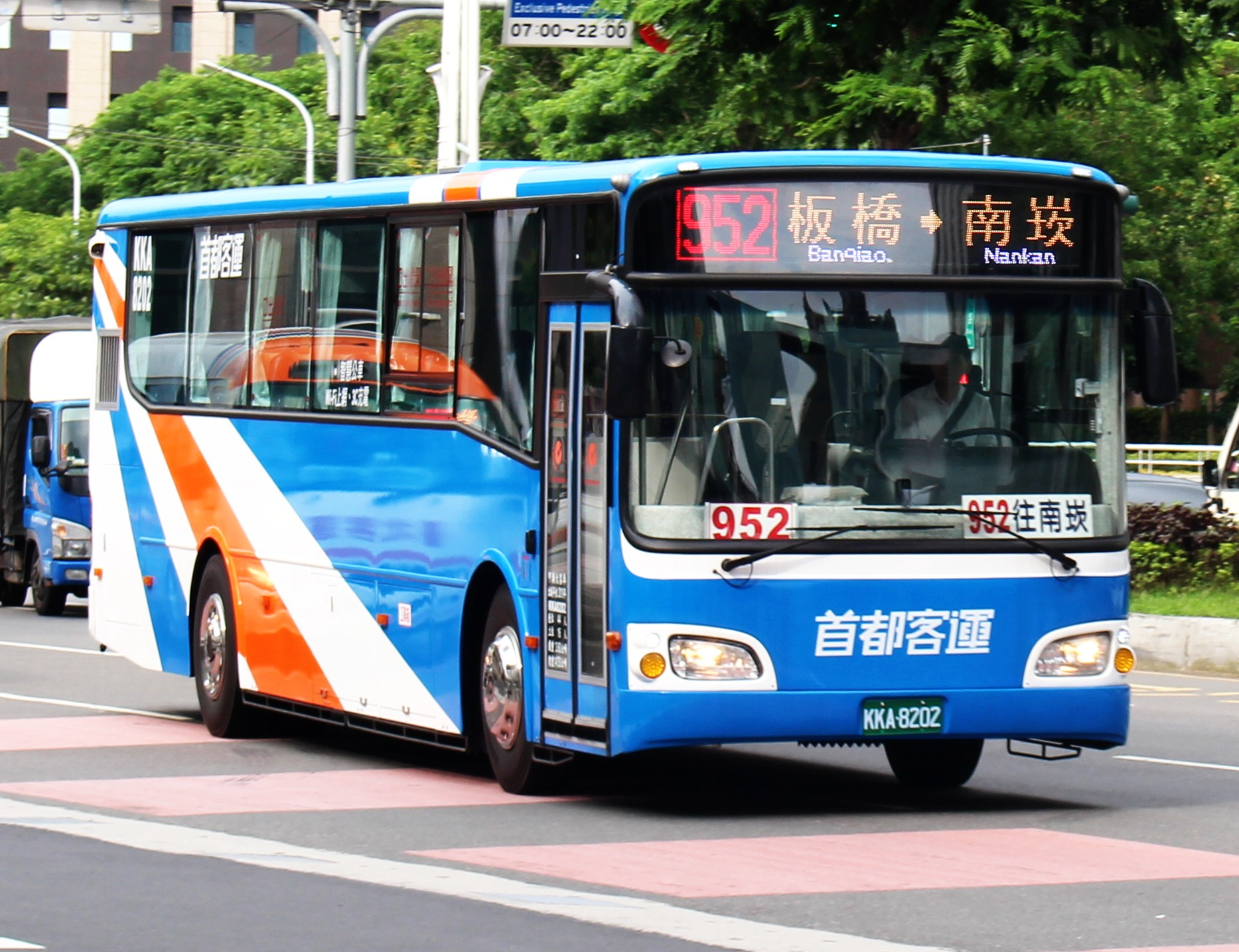
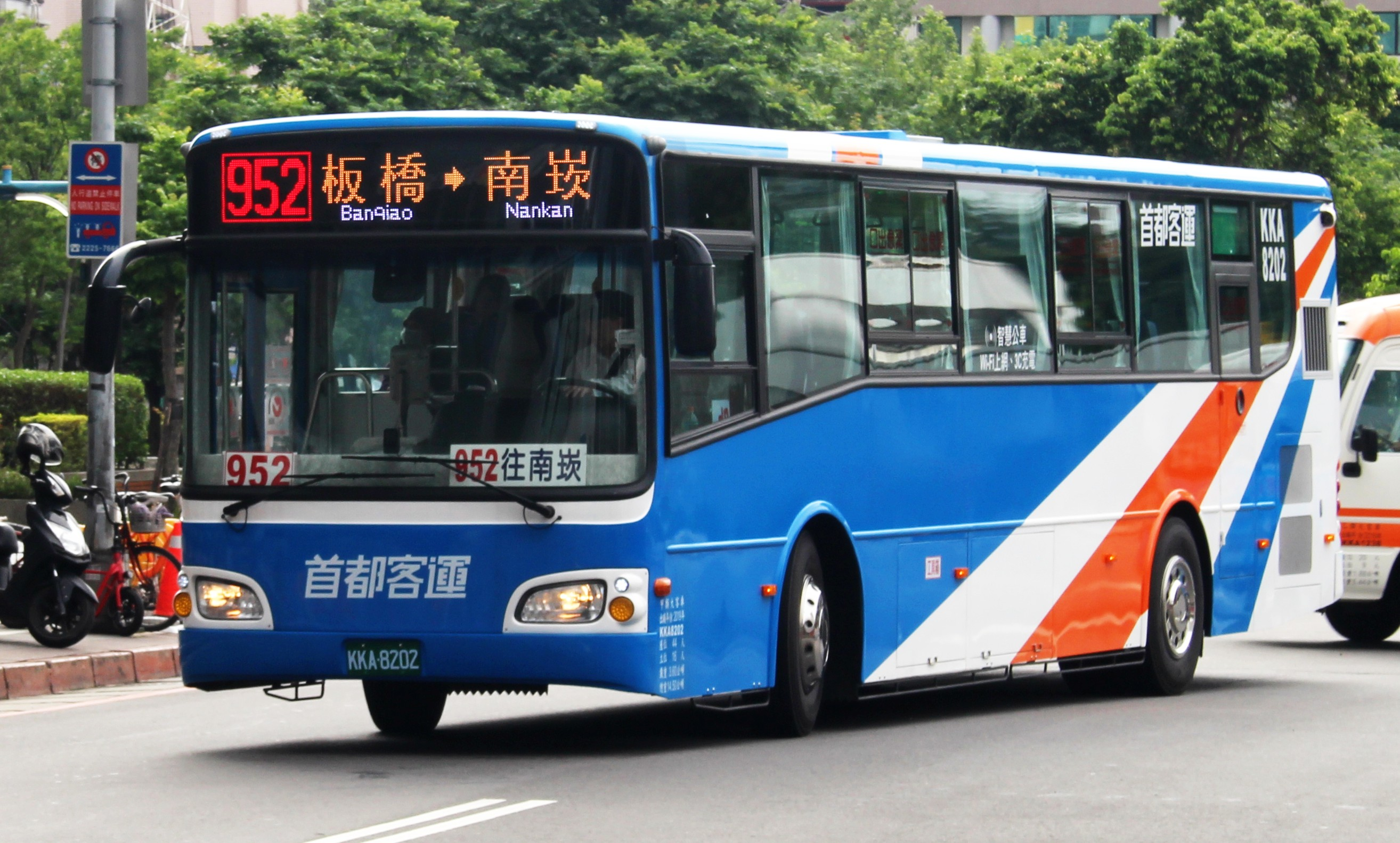
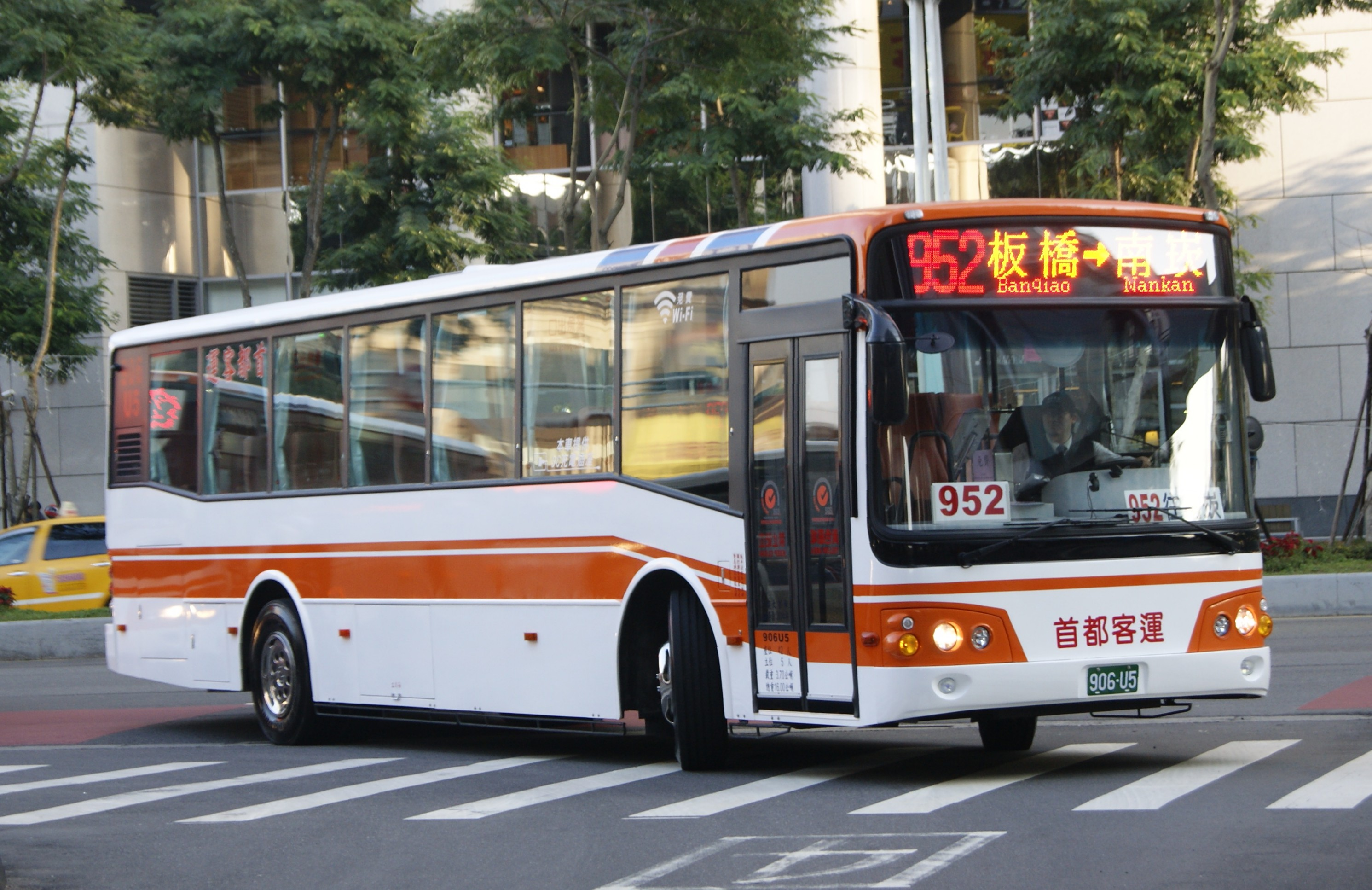